# 26e division d'infanterie (Empire allemand)
Pour les articles homonymes, voir 26e division d'infanterie et 26e division.
La 1re division d'infanterie royale wurtembergeoise est une unité de l'armée wurtembergeoise intégrée à l'armée impériale allemande à partir de 1871. Elle devient en 1914 la 26e division d'infanterie. Sous ses appellations successives, elle participe à la guerre austro-prussienne, à la guerre franco allemande de 1870 et à la Première Guerre mondiale. Au déclenchement du conflit, la 26e division forme avec la 27e division d'infanterie (jusqu'en 1914, 2e division d'infanterie royale wurtembergeoise) le 13e corps d'armée rattaché à la 5e armée. Elle est engagée dans la bataille des Ardennes, puis poursuit les troupes françaises jusqu'à la bataille de la Marne. La division est ensuite déplacée dans le Nord où elle combat à Messines.
En novembre 1914, la 26e division est transférée sur le front de l'est et engagée dans l'offensive de Gorlice-Tarnów. Au cours de l'automne, la division est déplacée sur le front serbe et participe à la campagne de Serbie avant de revenir en décembre 1915 sur le front de l'ouest. En 1916, la division est engagée dans la bataille de la Somme ; en 1917, elle combat les troupes britanniques à Arras, et Passchendaele. En octobre 1917, la division est transférée sur le front italien et combat lors de la bataille de Caporetto.
En 1918, la division est de retour sur le front de l'ouest et participe à l'offensive Michael. Elle combat ensuite tout au long de l'été et de l'automne les troupes alliées dans des combats défensifs. Au cours de l'année 1919, la division est dissoute.

## Guerre austro-prussienne, Guerre franco-allemande de 1870

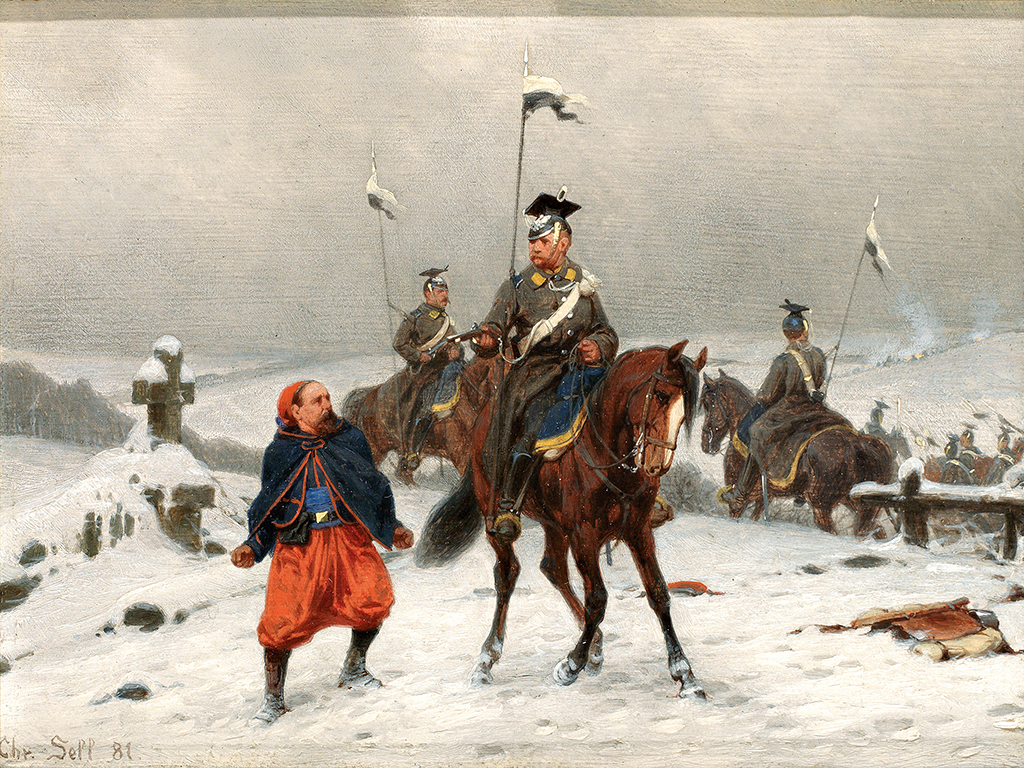
Capture d'un zouave français par les uhlans wurtembergeois en 1870-1871, tableau de Christian Sell, 1881

### Historique
Au cours de la guerre austro-prussienne, les troupes du royaume du Wurtemberg sont alliées à l'Autriche. Elles combattent les forces prussiennes et sont battues à Tauberbischofsheim. La division combat aux côtés des troupes prussiennes lors de la guerre franco-allemande de 1870, elle participe aux combats de Frœschwiller-Wœrth, Sedan. Elle fait partie des troupes chargées du siège de Paris et combat les troupes françaises dans leur tentative de percée à la bataille de Champigny.

## Première Guerre mondiale

### Composition

#### Temps de paix, début 1914
- 51e brigade d'infanterie (Stuttgart)

119e régiment de grenadiers (de) (Stuttgart)
125e régiment d'infanterie (de) (Stuttgart)
- 52e brigade d'infanterie (Ludwigsbourg)

121e régiment d'infanterie (de)  (Ludwigsbourg)
122e régiment d'infanterie (de) (Heilbronn), (Bad Mergentheim)
- 26e brigade de cavalerie (1re brigade de cavalerie du royaume du Wurtemberg) (Stuttgart)

25e régiment de dragons (de) (Ludwigsbourg)
26e régiment de dragons (de) (Bad Cannstatt)
- 26e brigade d'artillerie de campagne (1re brigade d'artillerie de campagne du royaume du Wurtemberg) (Ludwigsbourg)

29e régiment d'artillerie de campagne (Ludwigsbourg)
65e régiment d'artillerie de campagne (de) (Ludwigsbourg)
- 13e bataillon de pionniers

#### Composition à la mobilisation - 1915
- 51e brigade d'infanterie

119e régiment de grenadiers
125e régiment d'infanterie
- 52e brigade d'infanterie

121e régiment d'infanterie
122e régiment de fusiliers
- 26e brigade d'artillerie de campagne

29e régiment d'artillerie de campagne
65e régiment d'artillerie de campagne
- 20e régiment d'uhlans (de)
- 13e bataillon de pionniers

#### 1916
- 51e brigade d'infanterie

119e régiment de grenadiers
121e régiment d'infanterie
125e régiment d'infanterie
- 26e brigade d'artillerie de campagne

29e régiment d'artillerie de campagne
65e régiment d'artillerie de campagne
- 3 escadrons du 20e régiment d'ulhans
- 1er et 5e compagnies du 13e bataillon de pionniers

#### 1917
- 51e brigade d'infanterie

119e régiment de grenadier
121e régiment d'infanterie
125e régiment d'infanterie
- 26e commandement d'artillerie divisionnaire

29e régiment d'artillerie de campagne
- 3 escadrons du 20e régiment d'ulhans
- 1er et 5e compagnies du 13e bataillon de pionniers

#### 1918
- 51e brigade d'infanterie

119e régiment de grenadiers
121e régiment d'infanterie
125e régiment d'infanterie
- 26e commandement d'artillerie divisionnaire

29e régiment d'artillerie de campagne
2e bataillon du 6e régiment d'artillerie à pied (5e, 6e et 13e batteries)
- 2 escadrons du 19e régiment d'ulhans
- 1er et 5e compagnies du 13e bataillon de pionniers

### Historique
Au déclenchement du conflit, la 26e division d'infanterie forme avec la 27e division d'infanterie le XIIIe corps d'armée.

#### 1914

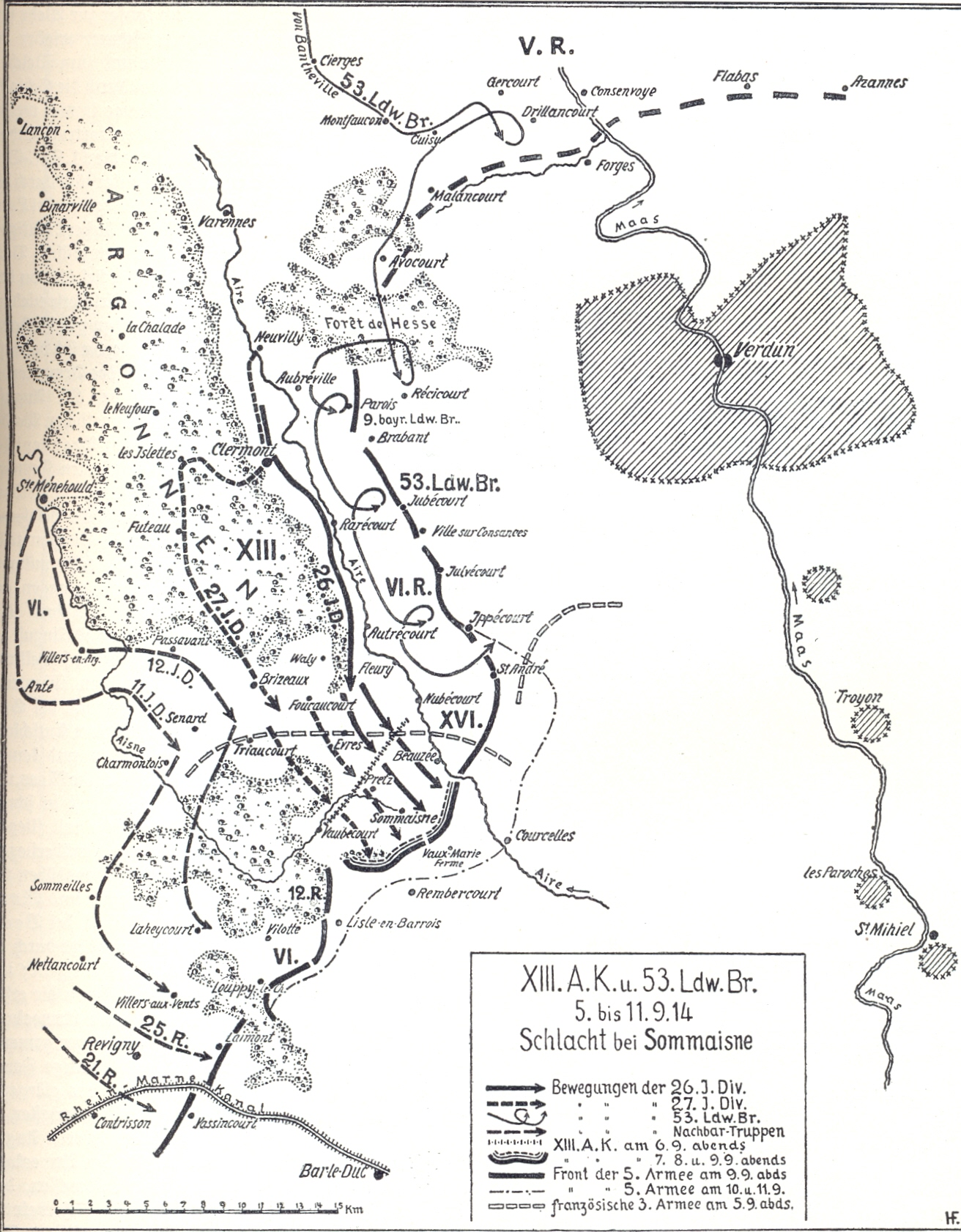
Parcours du XIIIe corps d'armée allemand en septembre 1914.

- 5 - 21 août : concentration ; progression à travers le Luxembourg.
- 22 - 24 août : engagée dans la bataille des Ardennes (Bataille de Longwy), combats vers Ville-Houdlémont et progression malgré des pertes importantes à la 52e brigade d'infanterie vers Bleid et Baranzy pour atteindre en fin de journée Grandcourt et Tellancourt le 23 août.

24 août : franchissement du Chiers, attaque en association avec la 11e division de réserve sur Longuyon.
- 25 août - 4 septembre : poursuite des troupes françaises. Le 31 août, franchissement de la Meuse vers Sassey-sur-Meuse, puis progression entre la Meuse et l'Argonne par Épinonville, Cheppy, Clermont-en-Argonne et Thiaucourt-Regniéville.
- 5 - 10 septembre : engagée dans la bataille de la Marne, (bataille de Revigny), combats de Vaux-Marie[n 1].
- 11 - 16 septembre : repli général allemand, la division fait retraite vers le nord par Èvres, Waly jusqu'à Apremont.
- 16 septembre - 8 octobre : retour offensif allemand, attaque et prise de Varennes-en-Argonne et progression jusqu'à Vauquois[2].

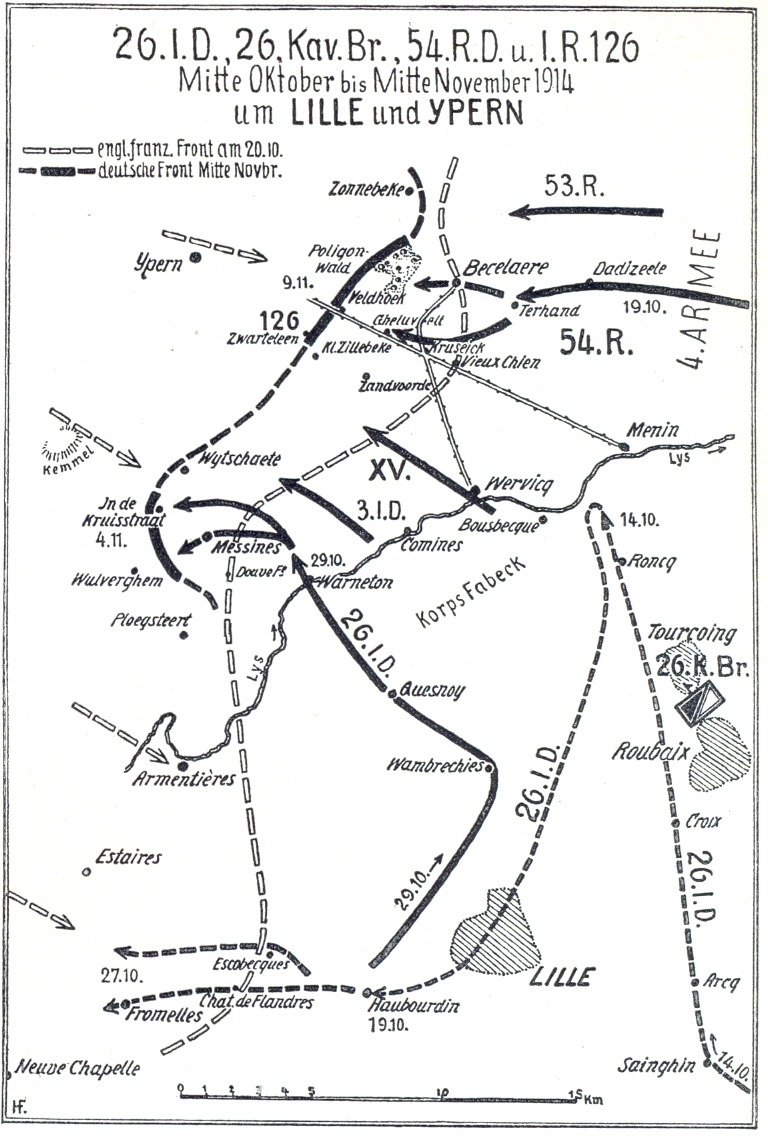
Positions de la d'infanterie dans les Flandres d'octobre à novembre 1914

- 8 octobre - 29 novembre : retrait du front, la division est dissociée de la 27e division d'infanterie et transférée dans la région de Lille. la division combat à Fromelles, Aubers.

31 octobre : engagée dans la bataille de Messines, attaque du village le 31 octobre.
- 30 novembre - 5 décembre : retrait du front, avec la 25e division de réserve, la 26e division d'infanterie forme une nouvelle version du XIIIe corps d'armée[2]. Transport par V.F. vers le front de l'est.
- 5 - 17 décembre : intégrée à la IXe armée allemande, occupation d'un secteur dans la région de Łowicz et attaque en direction de la Bzoura.
- 18 décembre 1914 - 15 mars 1915 : occupation d'un secteur de front le long de la Bzoura, en février combat autour de Kenszyce.

#### 1915

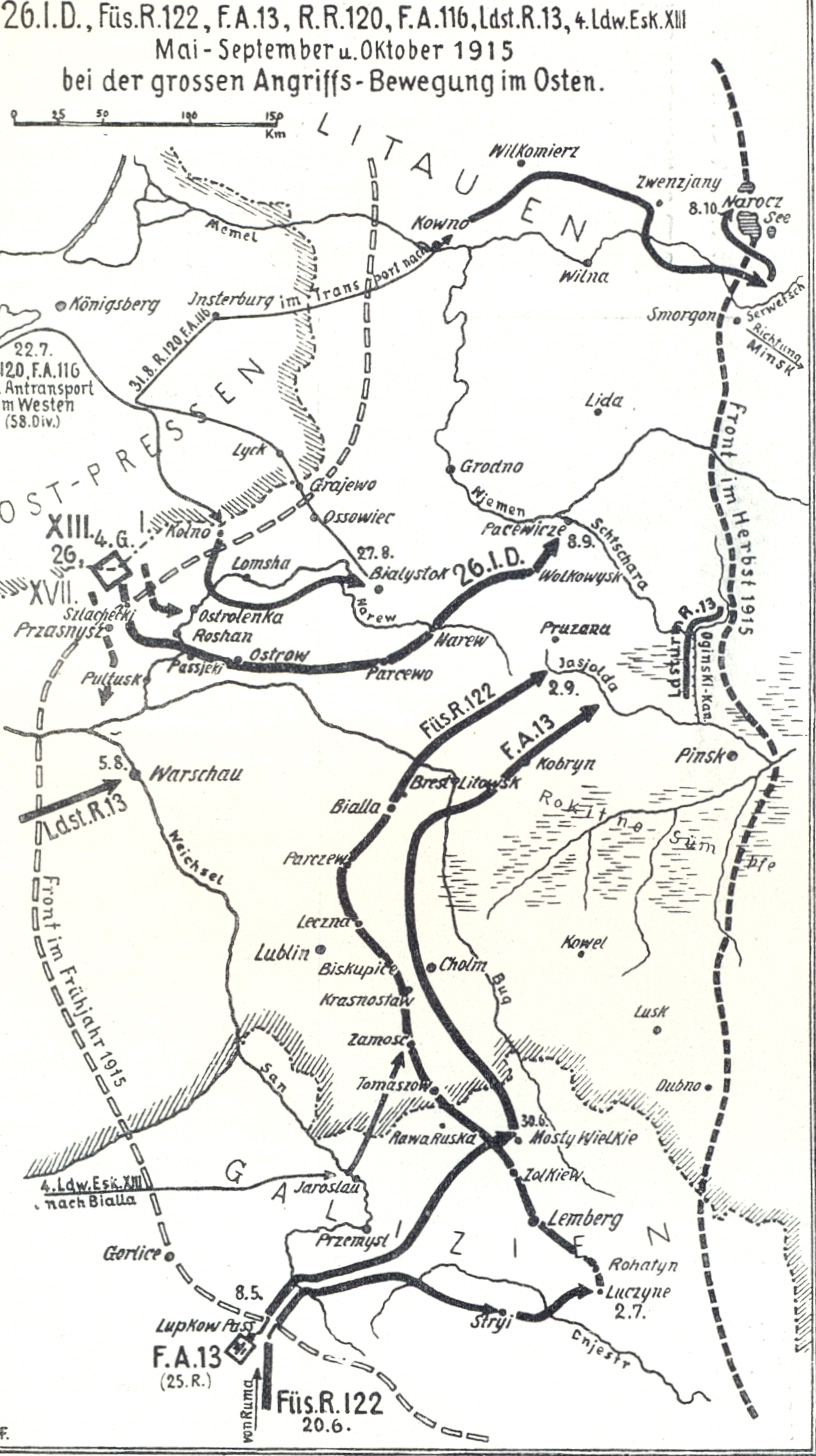
la d'infanterie sur le front est en octobre 1915.

- 15 mars - 13 juillet : mouvement vers Przasnysz et occupation d'un secteur du front au nord de la ville.

mai : la 52e brigade est dissoute, le 122e régiment de fusiliers est transféré à la 105e division d'infanterie. Engagée dans l'offensive de Gorlice-Tarnów, attaque sur la ville de Przasnysz.
- 13 - 24 juillet : prise de la forteresse de Różan et passage du Narew le 24 juillet.
- 25 juillet - 3 août : associée avec les 3e et 4e divisions de la Garde aux combats violents le long du Narew.
- 4 août - 8 septembre : poursuite de l'attaque et progression vers l'est Ostrolenka est capturé début août, le 10 août Ostrow au nord est de Varsovie est conquis, le 25 août la division atteint Bielsk et Wolkowysk le 8 septembre pour atteindre la Chtchara.

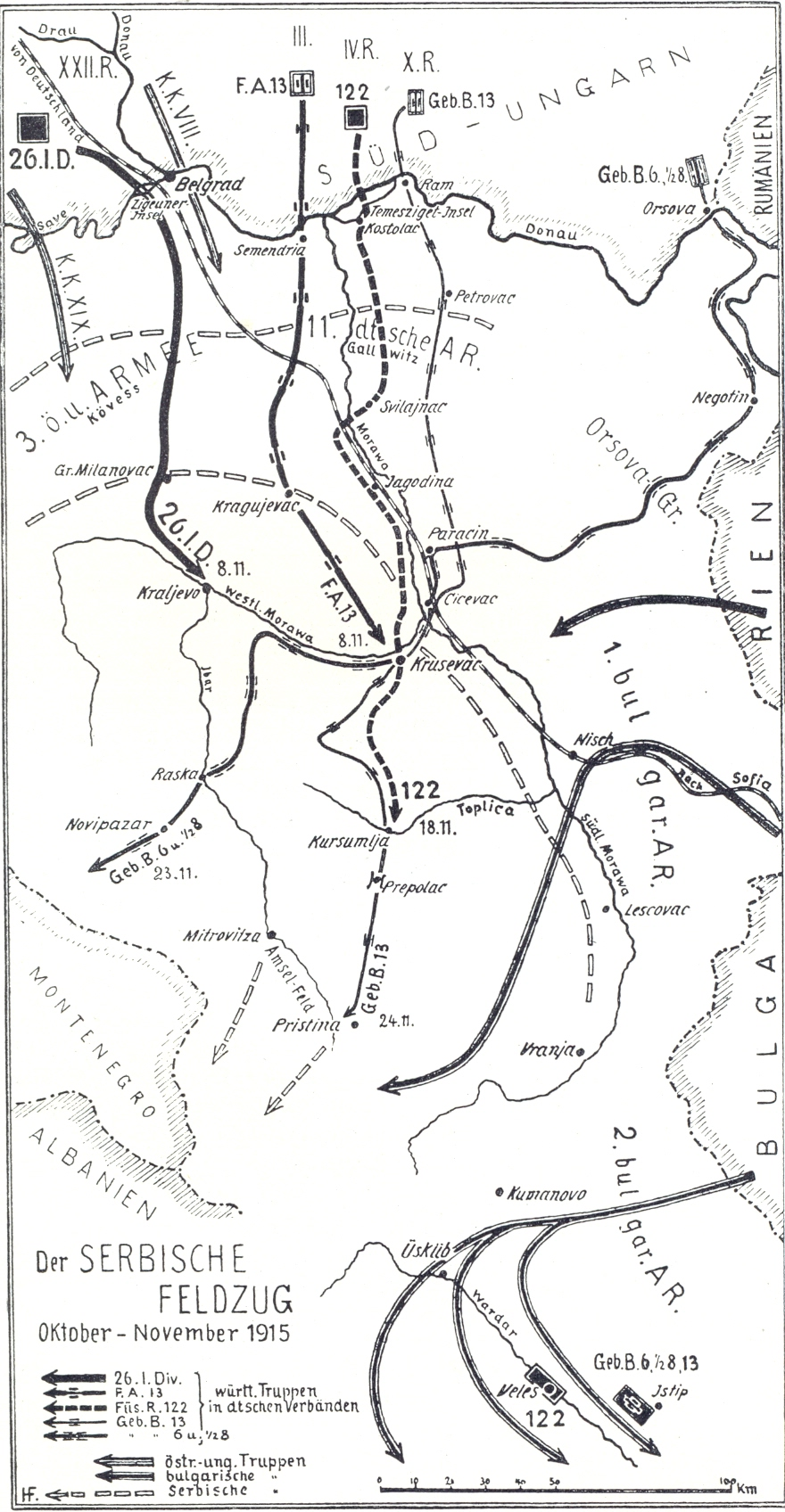
la d'infanterie durant la campagne de Serbie en 1915.

- 8 septembre - 15 octobre : retrait du front et transport par V.F. dans en Syrmie le long du Danube.
- 15 octobre - 8 novembre : engagée dans la campagne de Serbie, rattachée à la 3e armée austro-hongroise de Hermann Kövess. Franchissement de la Save à Belgrade du 11 au 14 octobre. La division poursuit sa progression, le 29 octobre elle franchit le col de Rudnik et atteint le 8 novembre Kraljevo.
- 9 - 16 novembre : retrait du front, repos dans la région de Belgrade.
- 16 - 20 novembre : transport par V.F. vers le front de l'ouest, passant par Budapest, Vienne, Munich, Ulm, Zweibrücken, Sarrebruck pour arriver à Bertrix[2].
- 21 novembre - 31 décembre : concentration dans la région de Courtrai ; repos et reformation du XIIIe corps d'armée d'origine avec la 27e division d'infanterie.

#### 1916

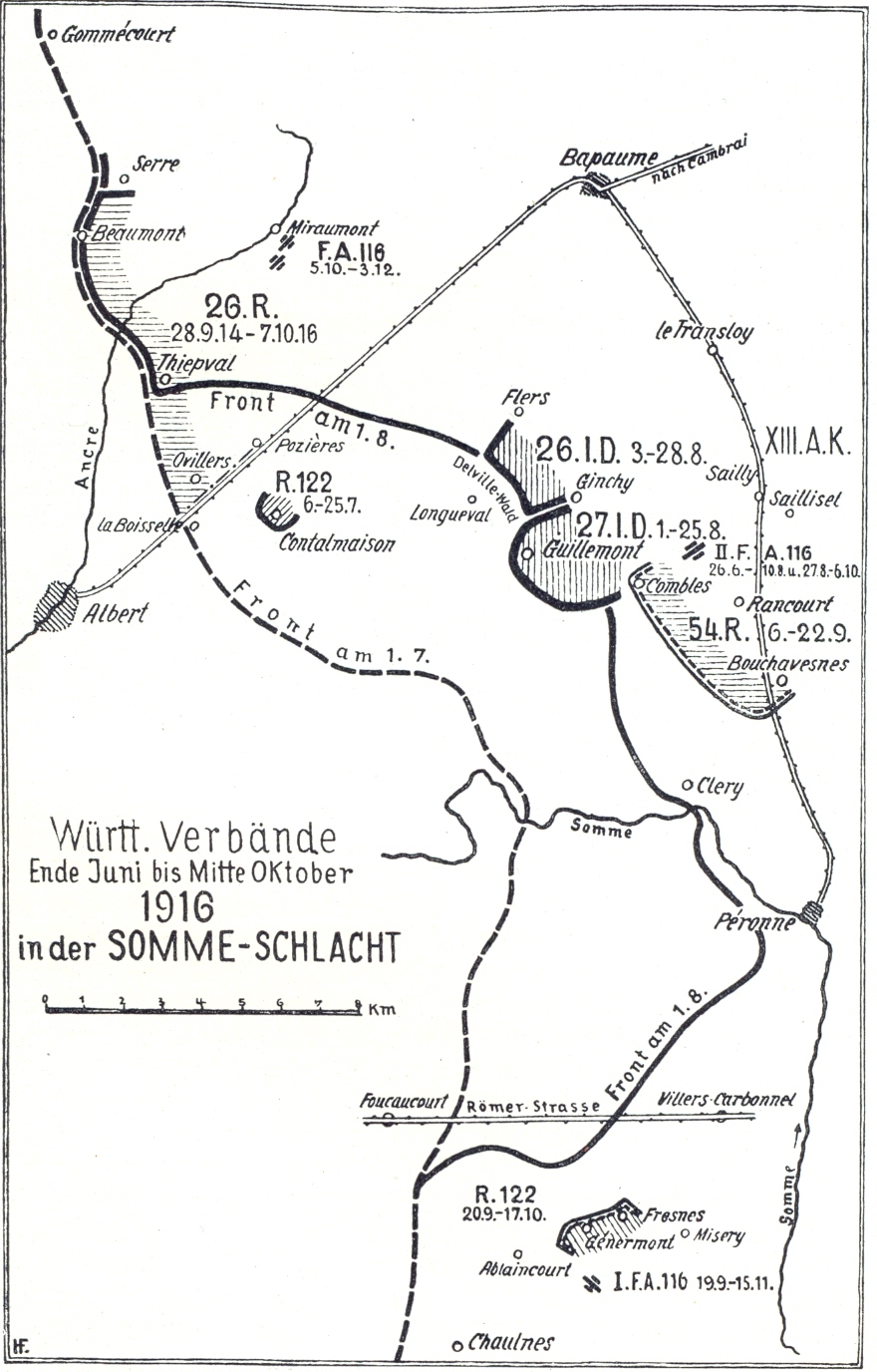
Bataille de la Somme en 1916.

- 1er janvier - 31 juillet : en ligne occupation d'un secteur au sud-est d'Ypres entre Hooge et Sanctuary wood.

2 - 14 juin : engagée dans la bataille du mont Sorrel.
2 juillet : action locale meurtrière à Zillebeke.
- 1er - 28 août : retrait du front, transport par V.F. ; engagée dans la bataille de la Somme, occupation d'un secteur de Longueval comprenant Ginchy combats défensifs très violents, le XIIIe corps d'armée est ensuite remplacé par le IIe corps d'armée bavarois.
- 28 août - 14 novembre : retrait du front ; transport dans les Flandres, à partir du 4 septembre occupation d'un secteur dans la région de Wijtschate.
- 15 novembre 1916 - 15 mars 1917 : à nouveau engagée dans la bataille de la Somme, relève des 222e et 185e division d'infanterie et occupation d'un secteur entre Le Transloy et Sailly-Saillisel.

#### 1917

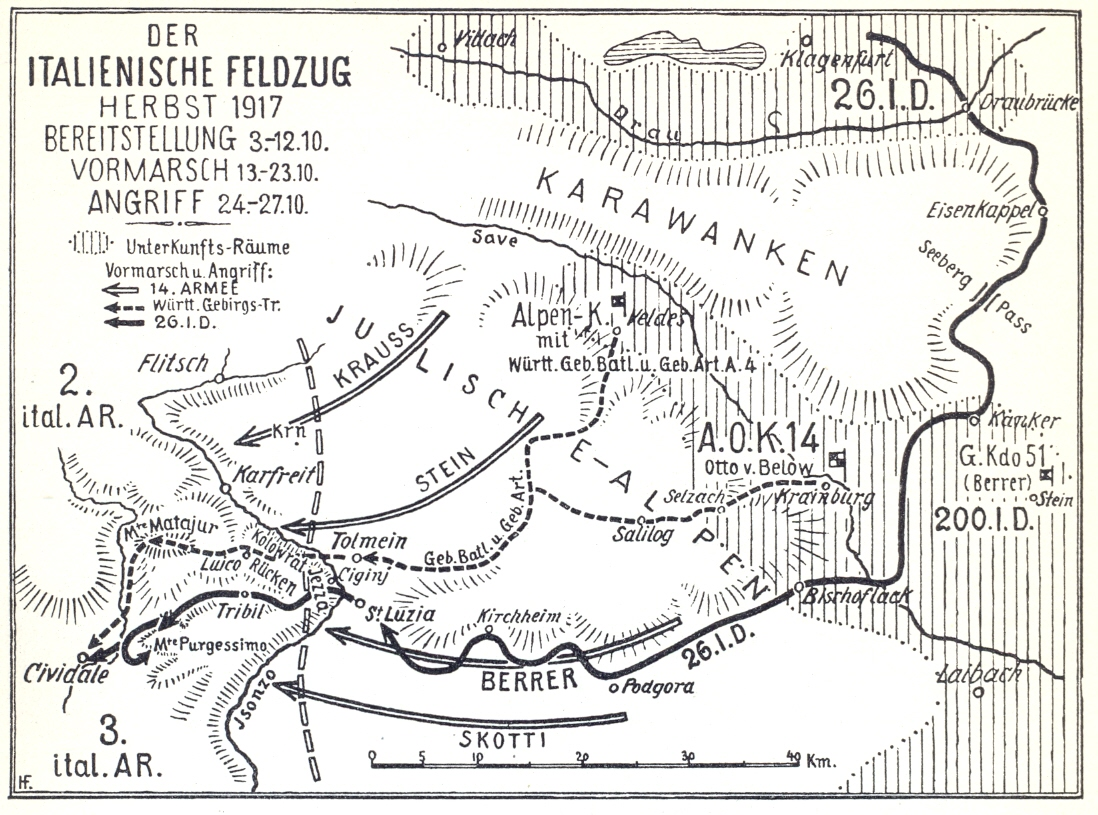
La sur le front italien en octobre 1917.

- 16 - 20 mars : la division participe à l'opération Alberich, elle se replie sur la ligne Hindenburg.
- 21 mars - 9 avril : retrait du front et repos.
- 9 avril - 20 mai : engagée dans la bataille d'Arras dans le groupement d'armée « Arras » sur la partie sud du champ de bataille[3].

25 avril : contre-attaque allemande dans la région de Monchy-le-Preux.
- 21 mai - 31 juillet : occupation d'un secteur au sud de la Scarpe.
- 1er - 15 août : retrait du front ; repos dans la région de Cambrai.
- 15 août - 4 septembre : engagée dans la bataille de Passchendaele au sein du groupement d'armée « Ypres », fortes pertes dues à l'artillerie britannique[3], combat vers Langemark le 16 août ; puis après un repli contraint par la pression alliée combat vers Poelkapelle le 22 août.
- 5 - 30 septembre : retrait du front ; transport par V.F. en Lorraine, repos et instruction pour le combat de montagne.
- 1er - 20 octobre : transport sur le front italien, intégrée au groupement d'armée « Berrer »[3].
- 21 octobre 1917 - 4 janvier 1918 : engagée à partir du 24 octobre dans la bataille de Caporetto.

25 - 27 octobre : percée du front et capture du massif de Jeza, le 27 octobre prise du mont Purgesio et capture de Cividale.
28 octobre : prise de Udine.
30 octobre : capture de Codroipo.
7 novembre : progression jusqu'au Tagliamento.
14 novembre - 6 décembre : franchissement du Tagliamento, puis progression jusqu'au Piave.

#### 1918
- 4 janvier - 10 mars : retrait du front, transport par V.F. vers le front de l'ouest ; repos et instruction dans la région de Dieuze.
- 11 - 20 mars : transport par V.F. jusqu'à Péruwelz, puis mouvement vers Valenciennes. À partir du 17 mars, marche de nuits par Denain et Aniche pour atteindre la région de Estrées et de Écourt-Saint-Quentin[3].
- 20 - 26 mars : en réserve près de Fontaine-lès-Croisilles.
- 26 - 31 mars : engagée dans l'offensive Michael dans le secteur de Hamelincourt et de Moyenneville, attaque le 27 mars sans avancée notable. Relevée par la 111e division d'infanterie le 31 mars[3].
- 1er - 5 avril : repos dans la région de Croisilles, à partir du 3 avril mouvement par Bapaume et Miraumont vers Hébuterne.
- 5 avril - 12 mai : attaque allemande dans la région d'Hébuterne sans gains territoriaux, puis organisation et occupation du secteur. Relevée par la 16e division de réserve[3].
- 13 mai - 15 juin : retrait du front ; repos, reconstitution et instruction dans la région de Denain.
- 15 juin - 3 juillet : mise en réserve de l'OHL dans la région de Roye et de Carrépuis.
- 3 - 15 juillet : mouvement dans la région de Neuflize.
- 15 - 17 juillet : engagée dans la seconde bataille de la Marne dans le secteur de Prosnes.
- 17 - 25 juillet : retrait du front, transport par camions vers Bazoches-sur-Vesles, puis relève la 45e division de réserve à l'est de Saponay[4].

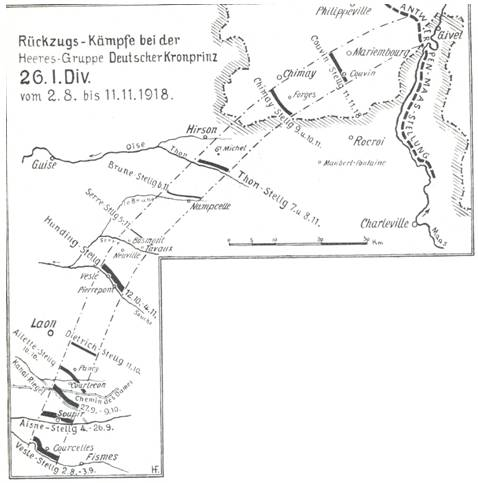
parcours de la durant l'été et l'automne 1918.

- 26 juillet - 10 septembre : engagée dans l'offensive des Cent-Jours, devant la progression des troupes alliées, la division est repoussée au nord de Saponay le 2 août, vers Fismes le 18 août et à l'est de Braine le 20 août.
- 10 septembre - 3 octobre : retrait du front repos dans la région de Pont-Arcy.
- 3 octobre - 11 novembre : en ligne dans le secteur de Soupir. Repli successif devant la poussée des troupes alliées. Le 10 octobre, la division combat vers Courtecon, vers Pierrepont le 12 octobre.

5 novembre : la division est en repli sur Tavaux-et-Pontséricourt.
6 novembre : combat dans la région de Nampcelles-la-Cour.
10 novembre : la division est localisée au sud de Chimay.
11 novembre : la division se trouve au sud de Couvin. À la fin de la guerre, la division est transférée en Allemagne où elle est dissoute au cours de l'année 1919.

## Chefs de corps
| Grade           | Nom                                               | Date                                |
| --------------- | ------------------------------------------------- | ----------------------------------- |
| Generalleutnant | Georg von Scheler (de)                            | 1817                                |
| Generalleutnant | Karl Friedrich Ludwig zu Hohenlohe-Kirchberg (de) | 1828 - 2 février 1837               |
| Generalleutnant | Ernst von Hügel (de)                              | 1837                                |
| Generalleutnant | Ludwig Friedrich von Stockmayer                   | 1837                                |
| Generalleutnant | Joseph Konrad von Bangold (de)                    | 1838                                |
| Generalleutnant | Karl Graf von der Lippe-Falkenflucht              | 1842                                |
| Generalleutnant | Moriz von Miller (de)                             | 1849                                |
| Generalmajor    | Ernst Alois von Meisrimmel (de)                   | 1850                                |
| Generalleutnant | Ernst von Baumbach (de)                           | 1852                                |
| Generalleutnant | Julius von Hardegg (de)                           | 1859                                |
| Generalleutnant | Kuno von Wiederhold (de)                          | 1864                                |
| Generalleutnant | Oskar von Hardegg                                 | 1865                                |
| Generalleutnant | Karl von Fischer (de)                             | 1866 - 1868                         |
| Generalleutnant | Karl Bernhard von Reitzenstein (de)               | 4 mars 1872 - 29 juin 1874          |
| Generalleutnant | Hugo von Kottwitz                                 | 14 juillet 1874 - 21 décembre 1876  |
| Generalleutnant | Walter von Gottberg (de)                          | 22 décembre 1876 - 27 mars 1881     |
| Generalleutnant | Karl von Knoerzer (de)                            | 28 mars 1881 - 20 mai 1884          |
| Generalleutnant | Friedrich Pergler von Perglas                     | 21 mai 1884 - 17 août 1888          |
| Generalleutnant | Wilhelm von Woelckern (de)                        | 18 août 1888 - 26 octobre 1890      |
| Generalleutnant | Oskar von Lindequist                              | 27 octobre 1890 - 21 avril 1895     |
| Generalleutnant | Johannes von Dettinger (de)                       | 22 avril 1895 - 21 mars 1897        |
| Generalleutnant | Rudolf von Caemmerer (de)                         | 22 mars 1897 - 21 février 1900      |
| Generalleutnant | Albert von Schnürlen (de)                         | 22 février 1900 - 12 avril 1901     |
| Generalleutnant | Albert de Wurtemberg                              | 13 avril 1901 - 23 septembre 1906   |
| Generalleutnant | Hermann von Oppeln-Bronikowski                    | 24 septembre 1906 - 26 janvier 1910 |
| Generalleutnant | Franz von Soden                                   | 27 janvier 1910 - 21 mars 1911      |
| Generalleutnant | Friedrich von Gerok                               | 22 mars 1911 - 20 septembre 1912    |
| Generalleutnant | Guillaume II de Wurtemberg-Urach                  | 21 septembre 1912 - 5 janvier 1917  |
| Generalleutnant | Eberhard von Hofacker                             | 6 janvier - 2 novembre 1917         |
| Generalmajor    | Ulrich de Wurtemberg                              | 3 novembre 1917 - 14 décembre 1918  |
| Generalmajor    | Otto Haas (de)                                    | 14 décembre 1918 - 1er janvier 1919 |
| Generalmajor    | Hermann von Stein                                 | 2 janvier - 8 mai 1919              |